# Abe Bazã
Abe Bazã é uma aldeia do Afeganistão, localizada na província de Badaquexão. Está à margem direita do rio Coquecha a aproximadamente 24 quilômetros ao norte de Calafegã e a aproximadamente 32 quilômetros a noroeste de Quexém.